# Ютанов, Николай Юрьевич
Николай Юрьевич Ютанов (16 ноября 1959, Ленинград — 23 декабря 2023, Санкт-Петербург) — русский советский писатель-фантаст, астроном, издатель и переводчик. Родился и всю жизнь прожил в Ленинграде (Санкт-Петербурге). Один из основателей и директор петербургского издательства «Terra fantastica».

## Биография
Николай Юрьевич Ютанов родился 16 ноября 1959 года в Ленинграде.
Ютанов окончил механико-математический факультет ЛГУ по специальности «астрономия» и с 1981 по 1990 год работал в Пулковской обсерватории. Во время работы в обсерватории он стал автором и соавтором нескольких десятков научных публикаций.
С 1987 года до 1990 года Ютанов работал в первом частном книжном издательстве в СССР, рижском кооперативе «Слово».
В 1990 году Н. Ю. Ютанов стал одним из основателей и занял должность генерального директора петербургского издательства фантастической литературы «Terra fantastica», ставшего известным благодаря изданиям произведений популярных писателей-фантастов: Джона Рональда Руэла Толкина, Роджера Желязны, Бориса и Аркадия Стругацких и других. Николай Юрьевич руководил издательством до конца жизни.
С 1992 по 1994 он работал управляющим по структуре в Финансовой группе «РоссКо».
С 1994 года Ютанов был председателем оргкомитета Российской литературной премии «Странник».
В 2001—2005 годах Ютанов работал директором издательства «Петербургский писатель».
Николай Юрьевич скончался 23 декабря 2023 года в возрасте 64 лет от болезни сердца.

### Карьера писателя
Писательскую карьеру Николай Юрьевич Ютанов начал в 1989 году — в этом году была опубликована его первая научно-фантастическая повесть «Путь обмана».
В 1990 году была опубликована его книга — сборник фантастических произведений «Оборотень».
Н. Ю. Ютанов прошёл литературный семинар Бориса Стругацкого.
Н. Ю. Ютанов также работал переводчиком — он перевёл более десяти книг, в том числе под псевдонимом Ян Юа.

## Вклад в культуру
По мнению исследователя фантастической литературы Андрея Ермолаева (научный сотрудник Санкт-Петербургского филиала Института истории естествознания и техники имени С. И. Вавилова РАН), руководимое Ютановым издательство стало «законодателем мод в издании фантастической литературы».
Н. Ю. Ютанов был организатором проводимого в Санкт-Петербурге литературного фестиваля «Конгресс фантастов России», литературных премий «Странник» и «Мечи». Кроме того, он был организатором конференций «Форум будущего».
В 1993 году Ютанов создал издательский проект «Библиотека мировой литературы» с редколлегией во главе с академиком Д. С. Лихачёвым.
В 2000 году Н. Ю. Ютанов стал одним из основателей Исследовательской группы «Конструирование Будущего» (вместе с футурологом Сергеем Переслегиным, писателем Андреем Столяровым и ученым Дмитрием Ивашинцевым).
Николай Юрьевич Ютанов в процессе руководства издательством «Terra fantastica» обучил многих редакторов, которые стали работать во многих издательствах Санкт-Петербурга.
Руководимое Ютановым издательство «Terra fantastica» было сооснователем интернет-магазина Ozon в 1998 году.

## Награды и премии
Николай Юрьевич Ютанов является лауреатом литературных премий:
- 1997 — Бронзовая улитка: Малая форма за рассказ «Аманжол» (1996);
- 2017 — Интерпресскон: Малая улитка;
- 2019 — Аэлита: Премия им. В. Бугрова.

## Комментарии
1. ↑  «Terra fantastica» — торговая марка ЗАО Издательский дом «Corvus»[4]